# Союз МС-23
Союз МС-23 (№ 754) — российский транспортный пилотируемый космический корабль серии «Союз МС» семейства «Союз», запущенный к Международной космической станции  24 февраля 2023 года в беспилотном режиме для доставки на Землю экипажа ТПК «Союз МС-22», внешняя система терморегулирования которого была разгерметизирована в 
результате попадания метеорита. Пуск корабля был осуществлён с помощью ракеты-носителя «Союз-2.1а» со стартовой площадки № 31 космодрома Байконур.
Ранее пуск корабля ТПК «Союз МС-23» планировался на 16 марта 2023 года для доставки на Международную космическую станцию трёх участников космических экспедиций МКС-68/69.
27 сентября 2023 года спускаемый аппарат корабля «Союз МС-23» приземлился с экипажем длительных экспедиций МКС-68/МКС-69 — космонавтами Сергеем Прокопьевым и Дмитрием Петелиным, и астронавтом NASA Франсиско Рубио, проведшими год на борту МКС, в районе казахстанского города Жезказган.

## Экипаж возвращения
| Космонавт        | Должность              | № полёта | Организация |
| Экипаж           | Экипаж                 | Экипаж   | Экипаж      |
| ---------------- | ---------------------- | -------- | ----------- |
| Сергей Прокопьев | командир ТПК «Союз МС» | 2        | Роскосмос   |
| Дмитрий Петелин  | бортинженер            | 1        | Роскосмос   |
| Франсиско Рубио  | бортинженер            | 1        | НАСА        |

28 сентября 2022 года корабль «Союз МС-23» доставлен в монтажно-испытательный корпус 254-й площадки космодрома Байконур для подготовки к запуску.
17 декабря 2022 года, в связи с аварией 15 декабря 2022 года в системе терморегулирования ТПК «Союз МС-22», Роскосмос не исключил возможность, при необходимости, провести запуск корабля «Союз МС-23» к МКС в более ранние сроки. 11 января 2023 года глава Роскосмоса Юрий Борисов сообщил, что радиатор системы охлаждения «Союза МС-22» был поврежден в результате удара спорадическим метеороидом диаметром менее 1 мм на скорости 7 км/с, версия технического повреждения радиатора корабля не подтверждается. Корабль «Союз МС-22» будет спускаться на Землю в беспилотном варианте. Корабль «Союз МС-23» для возвращения экипажа будет запущен к МКС 20 февраля в беспилотном режиме с доставкой грузов. Из-за ситуации с поврежденным радиатором корабля госкомиссия приняла решение продлить полёт космонавтов Сергея Прокопьева, Дмитрия Петелина и астронавта Фрэнка Рубио с возвращением на Землю на корабле «Союз МС-23». Представители НАСА согласились с выводами Совета главных конструкторов и подтвердили готовность оказать необходимое содействие.
В январе 2023 года Госкорпорация «Роскосмос» и космические агентства стран-партнёров по проекту МКС разработали меры для обеспечения безопасного возвращения экипажа станции на Землю в случае аварии до прибытия беспилотного корабля «Союз МС-23». 18 января ложемент Франсиско Рубио был временно перемещён из «Союза МС-22» в корабль Dragon SpaceX Crew-5, на котором в случае экстренной эвакуации Ф. Рубио вернётся на Землю, а возвращение космонавтов Роскосмоса будет возможно на «Союзе МС-22». Спуск двух космонавтов вместо трех Роскосмос считает более безопасным, так как поможет снизить температуру и влажность в «Союзе МС-22». После прибытия на МКС «Союза МС-23», ложементы всех трёх космонавтов, включая Франсиско Рубио, будут перенесены в него.
13 февраля 2023 года объявлено о переносе запуска до первой декады марта 2023 года в связи с расследованием утечки теплоносителя на корабле «Прогресс МС-21». 18 февраля совет главных конструкторов РКК «Энергия» имени С.П. Королева, после детального осмотра специалистами радиатора на корабле «Союз МС-23», рекомендовал государственной комиссии назначить запуск корабля «Союз МС-23» ракетой-носителем «Союз-2.1а» с Байконура на 24 февраля. 20 февраля государственная комиссия разрешила вывоз и установку ракеты на стартовом комплексе 31-й площадки 21 февраля, пуск ракеты-носителя «Союз-2.1а» с беспилотным кораблем «Союз МС-23» запланирован на 24 февраля в 03:24:27 по московскому времени.
21 февраля ракета-носитель «Союз-2.1а» с беспилотным кораблем «Союз МС-23» была вывезена на стартовый комплекс Байконура.

## Полёт
24 февраля 2023 года в 03:24:29,466 по московскому времени с 31-й площадки космодрома Байконур выполнен пуск ракеты-носителя «Союз-2.1а» с беспилотным кораблём «Союз МС-23» к Международной космической станции. Корабль летел к станции по двухсуточной схеме сближения.
26 февраля в 03:58:00 по московскому времени беспилотный корабль «Союз МС-23» в автоматическом режиме причалил к российскому малому исследовательскому модулю «Поиск» Международной космической станции. Беспилотный корабль доставил на МКС 429 кг различных грузов для экипажа 68-й длительной экспедиции.
6 апреля корабль был перестыкован с малого исследовательского модуля «Поиск» на модуль «Причал». Операцию по перемещению корабля  выполнил в ручном режиме космонавт Роскосмоса Сергей Прокопьев, вместе с ним в «Союзе МС-23» находились космонавт Роскосмоса Дмитрий Петелин и астронавт NASA Франциско Рубио. Перестыковка корабля проведена для обеспечения безопасности выходов в открытый космос по российской программе из модуля «Поиск», которые ожидаются весной — летом 2023 года.
В сентябре 2023 года «Союз МС-23» должен обеспечить штатное возвращение на Землю экипажа в составе космонавтов Роскосмоса Сергея Прокопьева, Дмитрия Петелина и астронавта NASA Франциско Рубио, а также их срочный спуск в случае экстренной ситуации.
27 сентября в 10:54:21 мск корабль «Союз МС-23» отчалил от модуля «Причал» и в 14:17 мск приземлился с экипажем длительных экспедиций МКС-68/МКС-69 — космонавтами Сергеем Прокопьевым и Дмитрием Петелиным, и астронавтом NASA Франциско Рубио, проведшими год на борту МКС, в районе казахстанского города Жезказган. Экипаж провёл в космосе 370 суток 21 час 22 минуты, что стало самым длительным полетом по программе МКС, а корабль «Союз МС-23» выполнил самый продолжительный полёт среди кораблей семейства «Союз» — 215 суток 10 часов 53 минуты.

## История
В мае 2021 года были утверждены составы экипажей ТПК «Союз МС-22». В состав основного экипажа первоначально вошли космонавты Олег Кононенко, Николай Чуб и Андрей Федяев, дублирующий экипаж определён в составе космонавтов Александра Скворцова (командир экипажа), Олега Платонова и Константина Борисова. 29 апреля 2022 года космонавт А. Скворцов завершил работу в отряде космонавтов «Роскосмоса», командиром дублирующего экипажа был назначен космонавт Алексей Овчинин.

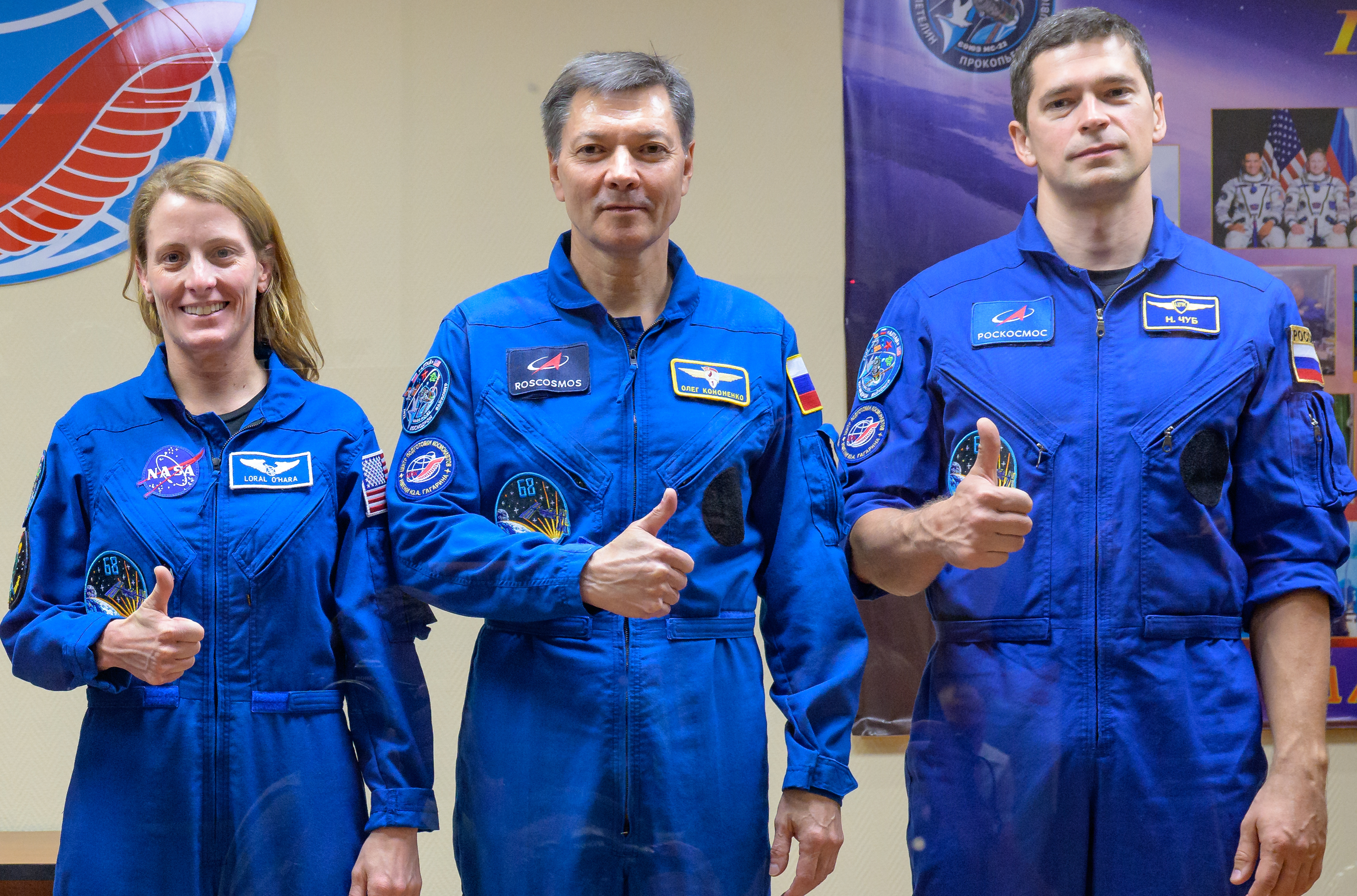
Экипаж корабля, который готовился к полёту на ТПК «Союз МС-23»:
Лорел О’Хара, Олег Кононенко, Николай Чуб (слева направо)

В январе 2022 года космонавту Николаю Чубу было отказано без объяснения причин в визе в США для посещения Космического центра им. Линдона Джонсона и проведения там пятинедельной сессии по ознакомлению с американским сегментом МКС. В Роскосмосе посчитали, что решение американской стороны угрожает безопасности космонавта на МКС. После публикации данной информации в СМИ, виза космонавту Чубу для поездки в США была выдана через несколько дней.
14 июля 2022 года, после подписания соглашения между Роскосмосом и НАСА в отношении полётов интегрированных экипажей на российских и американских пилотируемых транспортных кораблях, вместо Андрея Федяева, в состав основного экипажа была включена астронавт Лорел О’Хара, её дублёром назначена астронавт Трейси Колдвелл-Дайсон. Российские космонавты А. Федяев и О. Платонов вошли в состав экипажей американских кораблей SpaceX Crew Dragon.
Космонавты Олег Кононенко, Николай Чуб и Лорел О’Хара входили в состав дублирующего экипажа ТПК «Союз МС-21», который 21 сентября стартовал с космодрома Байконур к МКС.
Планировалось, что один из российских космонавтов «Союза МС-23» задержится на МКС, в связи с тем, что на этом корабле вернётся на Землю белорусский космонавт, который совершит кратковременный полёт на российском космическом корабле осенью 2023 года.
В связи с аварией в системе терморегулирования ТПК «Союз МС-22» и запуском ТПК «Союз МС-23» в беспилотном варианте, его основной экипаж был назначен для полёта на ТПК «Союз МС-24».